# 福島久作
福島 久作（ふくしま きゅうさく、1898年1月11日 - 1990年11月13日）は、日本の陸軍軍人。最終階級は陸軍少将。

## 経歴
1898年 1月11日　埼玉県深谷市血洗島 出生
1920年 5月26日　陸軍士官学校32期　卒業
1929年11月29日　陸軍大学校41期　卒業
1940年 3月 9日　第8師団参謀長
1941年 3月 1日　歩兵第4連隊長　陸軍大佐
1942年 4月 1日　西部軍高級参謀
1945年 1月29日　第16方面軍 兼　西部軍参謀副長
1945年 3月 1日　陸軍少将
大東亜戦争で西部軍高級参謀から第16方面軍兼西部軍参謀副長(第2総軍）に転じ、本土決戦に備えていた。